# Mahiljovi repülőtér
A Mogilevi repülőtér (IATA: MVQ, ICAO: UMOO) Fehéroroszország egyik nemzetközi repülőtere, amely Mahiljov közelében található. 

## Futópályák
A repülőtér futópályái:
- 13/31 (2567 m, 25 m, aszfaltbeton)

## Forgalom
2021 decembere óta nem fogad vagy indít menetrend szerinti járatokat.